# NGC 4892
NGC 4892 est une vaste galaxie lenticulaire (spirale ?) située dans la constellation de la Chevelure de Bérénice. Sa vitesse par rapport au fond diffus cosmologique est de 6 197 ± 19 km/s, ce qui correspond à une distance de Hubble de 91,4 ± 6,4 Mpc (∼298 millions d'al). NGC 4892 a été découverte par l'astronome germano-britannique William Herschel en 1785.
À ce jour, une mesure non basée sur le décalage vers le rouge (redshift) donne une distance d'environ 110,000 Mpc (∼359 millions d'al). Cette valeur est à l'extérieur des valeurs de la distance de Hubble, mais compatible avec celles-ci. Notons cependant que c'est avec la valeur moyenne des mesures indépendantes, lorsqu'elles existent, que la base de données NASA/IPAC calcule le diamètre d'une galaxie et qu'en conséquence le diamètre de NGC 4892 pourrait être d'environ 46,5 kpc (∼152 000 al) si on utilisait la distance de Hubble pour le calculer.